# Homole (Javoří hory, 649 m)
Homole, nebo někdy také Sopka (německy Gold Koppe) je hora v Javořích horách, východně od vesnice Šonov při česko-polské státní hranici. Celá hora se nachází v ČR. Na vrcholku hory je ventarola s únikem teplého vzduchu, jedná se o asi 4 m hlubokou skalnatou jámu.

## Hydrologie
Hora náleží do povodí Odry. Vody odvádějí přítoky Stěnavy, hlavně Šonovský potok a jeho přítoky.

## Vegetace
Hora je převážně zalesněná, jen místy najdeme menší paseky. Časté jsou smrkové monokultury, ale dochovaly se i fragmenty lesů smíšených nebo listnatých. Jedná se o bučiny, na melafyru jsou to květnaté bučiny svazu Fagion.

## Ochrana přírody
Hora se nachází na území Chráněné krajinné oblasti Broumovsko a zároveň také Geoparku Broumovsko.